# ولور (روستا)
ولور (روستا) (به انگلیسی: Veloor (village)) یک روستا در هند است که در کرالا واقع شده‌است.